# ستاندر (فلم)
ستاندر (بالإنجليزية: Stander) هو فيلم سيرة ذاتية جنوب أفريقي صدر سنة 2003 وأخرجته برونوين هيوز. يتحدث الفيلم عن سيرة ضابط شرطة جنوب أفريقي يُدعى «أندري ستاندر» تحول إلى لص بنك. الفيلم من بطولة توماس جين.

## طاقم التمثيل
- توماس جين في دور أندري ستاندر.
- ديبورا كارا أنجر في دور بيكي ستاندر.
- أشلي تايلور في دور كور فان ديفينتر.
- ديفيد أوهارا في دور آلان هيل.
- ديكستر فليتشر في دور لي ماكول.
- رون سميرزاك في دور شرطي.

## روابط خارجية
مقالات تستعمل روابط فنية بلا صلة مع ويكي بيانات